# Burkhardt Müller-Sönksen

Burkhardt Müller-Sönksen (2007)

Burkhardt Müller-Sönksen (* 24. August 1959 in Otterndorf) ist ein deutscher Politiker (FDP).

## Leben und Beruf
Nach dem Abitur 1978 am Wilhelm-Gymnasium in Hamburg leistete Müller-Sönksen zunächst seinen Wehrdienst als Funker beim 2. Schnellbootgeschwader ab und begann anschließend 1979 im Rahmen der einstufigen Juristenausbildung ein Studium der Rechtswissenschaft an der Universität Hamburg, welches er 1986 mit der großen juristischen Staatsprüfung beendete. Seitdem ist er als Rechtsanwalt zugelassen.
1987 wurde er persönlicher Referent des Hamburger Kultursenators Ingo von Münch und von 1988 bis 2001 arbeitete er im Wahlkreisbüro des FDP-Bundestagsabgeordneten Rainer Funke.
Burkhardt Müller-Sönksen ist seit 1993 verheiratet und hat eine Tochter.

## Partei
Seit 1980 gehört er der Freien Demokratischen Partei an. Von 1992 bis 1999 war er Vorsitzender des FDP-Bezirksverbandes Hamburg-Eimsbüttel. Von 2005 bis 2011 war er stellvertretender Landesvorsitzender der FDP Hamburg. Am 2. Mai 2006 trat er nach heftigen Auseinandersetzungen mit den Delegierten in Bezug auf die Arbeit des Vorstandes auf dem 75. ordentlichen Landesparteitag der Hamburger FDP geschlossen mit dem gesamten Landesvorstand zurück. Die Delegierten des 76. ordentlichen Landesparteitages wählten ihn am 1. Juli 2006 wieder zu einem der drei stellvertretenden Landesvorsitzenden. Beim Landesparteitag am 15. Februar 2009 bewarb er sich um das Amt des Landesvorsitzenden, verlor aber mit 40:70 Stimmen überraschend gegen den relativ unbekannten Unternehmer Rolf Salo aus dem Bezirksverband Hamburg-Mitte. Müller-Sönksen wurde stattdessen als stellvertretender Landesvorsitzender wieder gewählt. 2011 schied er aus dem Landesvorstand aus.

## Abgeordneter
Von 2001 bis 2004 gehörte bei der damaligen CDU-Partei-Rechtsstaatlicher-Offensive-FDP-Koalition der Hamburgischen Bürgerschaft an als Fraktionsvorsitzender seiner Partei und war der Vorsitzende des Rechtsausschusses der Hamburgischen Bürgerschaft.
Von 2005 bis 2013 war Müller-Sönksen Mitglied des Deutschen Bundestages. 2005–2009 war er Obmann der FDP-Fraktion im Ausschuss für Menschenrechte und humanitäre Hilfe, 2009–2013 ordentliches Mitglied im Verteidigungsausschuss, im Ausschuss für Kultur und Medien und hier Vorsitzender der Arbeitsgruppe Kultur und Medien und medienpolitischer Sprecher der FDP-Bundestagsfraktion sowie stellvertretendes Mitglied im Ausschuss für Menschenrechte und humanitäre Hilfe und im Ausschuss für wirtschaftliche Zusammenarbeit und Entwicklung. Ab 2011 war er Obmann der FDP-Fraktion im Ausschuss für Kultur und Medien.
Er ist stets über die Landesliste Hamburg in den Bundestag eingezogen. Für die Bundestagswahl 2013 wurde er von der Vertreterversammlung der Hamburger FDP auf Platz eins der Landesliste gewählt, war aber durch das Scheitern seiner Partei an der Fünf-Prozent-Hürde bei der Bundestagswahl 2013 im 18. Bundestag nicht vertreten. Bei den Bezirksversammlungswahlen in Hamburg am 25. Mai 2014 wurde er in die Bezirksversammlung Eimsbüttel gewählt. Am 18. November 2016 bewarb er sich erneut um die Spitzenkandidatur der FDP Hamburg für die Bundestagswahl, verlor jedoch mit 51 zu 158 Stimmen bei zwei Enthaltungen gegen die Landes- und Fraktionsvorsitzende Katja Suding, worauf er auch insgesamt auf eine Kandidatur für den Bundestag verzichtete. Bei der Bezirksversammlungswahl 2019 kandidierte er auf dem letzten Listenplatz der FDP-Bezirksliste. Er wurde jedoch mit dem zweitbesten Stimmenergebnis seiner Partei erneut in die Bezirksversammlung Eimsbüttel gewählt, wobei er laut Medienberichten vor der Wahl einen Tabubruch beging und mit zwei ehemaligen AfD-Mitgliedern aus der Bezirksversammlung die Gründung der Liberalen Fraktionsgemeinschaft Eimsbüttel (LFE) erklärte. 2024 kandidierte er nicht erneut und schied aus der Bezirksversammlung aus.